# Historia Gąbina

## Początki miasta
Pierwsze wzmianki o Gąbinie pochodzą z 1215 r. wtedy, w przywileju Konrada mazowieckiego dla prepozytury jeżowskiej klasztoru benedyktynów w Lubiniu, Gąbin został wspomniany jako Starodawna włość monarsza. W 1920 r. przy zakładaniu bruku na Nowym Rynku znaleziono denar Bolesława Chrobrego i 30 sztuk srebrnych ozdób z XI wieku. To może mieć związek z kupcami przemieszczającymi się w pobliżu gąbińskiej osady targowej podczas wypraw handlowych prowadzących ze Lwowa przez Łowicz, Gostynin do Torunia.
Prawa miejskie Gąbin otrzymał prawdopodobnie w 1322 r. (lub wcześniej, ponieważ już wtedy występował on jako miasto (opiddum)), lokacja nastąpiła na prawie chełmińskim. W roku 1437 miało miejsce potwierdzenie i być może rozszerzenie aktu lokacyjnego. Nadanie praw miejskich miało istotny wpływ na rozwój miasta, wprowadziło nowe formy organizacji produkcji rzemieślniczej i wymiany handlowej. W XV i XVI w. siedziba powiatu ziemi gostyńskiej, znaczny rozwój rzemiosła i handlu, a także z produkcji sukna zwanego "multanem". Z 1507 r. pochodzi najstarsza wzmianka o obecności żydowskich mieszkańców w mieście. Znaczne zniszczenia podczas wojen szwedzkich przyczyniły się do marazmu gospodarczego. W okresie rozbiorów Gąbin znalazł się początkowo w zaborze pruskim, a po kongresie wiedeńskim trafił do zaboru rosyjskiego. W I poł. XIX wieku sprowadzenie do miasta sukienników i budowa osady fabrycznej ożywiło Gąbin, podczas powstania styczniowego liczny udział mieszkańców. W 1905 miał miejsce strajk szkolny. W 1939 miasto liczyło 7 tys. mieszkańców. W okresie II wojny światowej miasteczko zostało przyłączone do Kraju Warty, czyli znalazło się w granicach Rzeszy Niemieckiej. Podczas II wojny światowej miały miejsce: rozstrzeliwanie mieszkańców, prześladowania i deportacje do obozów zagłady.